# Jornal de Notícias
Jornal de Notícias (порт. «Жорна́л ди ноти́сиаш», с порт. — «Газета новостей») — ежедневная португальская национальная газета, основанная в 1888 году в городе Порту. 
С момента своего основания редакция газеты уделяет особое внимание точности передаваемой информации, и до сих пор «Jornal de Notícias» остаётся широко известной в стране качественной газетой. Приоритет при этом отдаётся темам и новостям из центральной и северной части Португалии. Публикуется в газете и реклама, в том числе, частные объявления.
Средний тираж газеты составляет 133 тысячи экземпляров, что ставит её на второе место среди национальных ежедневных новостных газет. Количество читателей — 1 022 303 человек. Газета выходит в трёх версиях: национальная, северная и версия региона Порту, — большинство содержимого которых совпадает, однако часть информации составляют региональные новости.
Главный редактор газеты — Жозе Лейте Перейра.
«Jornal de Notícias» входит в состав «Контролинвест» — одной из крупнейших медиагрупп в Португалии, представленной в секторах прессы, радио и телевидения, а также управляющей большим количеством компаний, занятых в сферах рекламы, мультимедиа-коммуникаций, производства контента и дизайна.
В интернете газета представлена своим сайтом, на котором размещаются как публикации из печатной версии газеты, так и специально подготовленные для онлайн-версии материалы, состоящие из текстов и гипермедиа. Работает над электронной версией отдельная интернет-редакция.